# Karina Chmielewska
Karina Chmielewska (ur. 25 kwietnia 1997) – polska siatkarka, grająca na pozycji rozgrywającej. 
Karierę siatkarską rozpoczęła w klubie MUKS Piątka Sandomierz. W latach 2012–2021 byłą zawodniczką drużyny MKS SAN-Pajda Jarosław, z którą w 2019 roku awansowała do I ligi. W 2021 roku podpisała kontrakt z BKS Bostik Bielsko-Biała. W TAURON Lidze zadebiutowała 26 września 2021 w meczu przeciwko drużynie Developres Bella Dolina Rzeszów.

## Sukcesy klubowe
Puchar Polski:
- 2025

Tauron Liga:
- 2025[6]